# سبع عیون
سبع عیون (به فرانسوی: Sabaâ Aïyoun) یک منطقهٔ مسکونی در مراکش است که در El Hajeb Province واقع شده‌است.
 سبع عیون  ۲۱٬۵۱۳ نفر جمعیت دارد.